# Stefan Vieths
Stefan Vieths (* 16. September 1960 in Kiel) ist ein deutscher Lebensmittelchemiker und Hochschullehrer. Seit Beginn des Jahres 2025 ist er Präsident des Paul-Ehrlich-Instituts (PEI).

## Leben
Vieths begann 1979 sein Chemiestudium an der Christian-Albrechts-Universität zu Kiel und wechselte 1984 an die TU Berlin, wo er 1986 das Studium der Lebensmittelchemie abschloss. 1989 promovierte er am Max von Pettenkofer-Institut des damaligen Bundesgesundheitsamtes und habilitierte anschließend am Institut für Lebensmittelchemie der TU Berlin, wo er eine Forschungsgruppe zu allergologischen Fragestellungen aufbaute. 1995 übernahm Vieths die Leitung des Fachgebiets „Entwicklung und Standardisierung von Allergenextrakten“ am Paul-Ehrlich-Institut und wurde 2002 Leiter der Abteilung „Allergologie“. Diese Position hatte Vieths bis Januar 2017 inne. Von April 2010 bis Dezember 2023 fungierte er als Vizepräsident des Instituts und leitete zusätzlich von September 2021 bis August 2024 kommissarisch die Verwaltungsabteilung. Seit Januar 2024 ist er kommissarischer Präsident des Paul-Ehrlich-Instituts. Zum Januar 2025 wurde er zum Präsident des PEI ernannt. Zudem ist Vieths außerplanmäßiger Professor am Fachbereich Biochemie, Chemie und Pharmazie der Johann Wolfgang Goethe-Universität Frankfurt am Main.

## Veröffentlichungen (Auswahl)
- Analytik und Vorkommen ausgewählter leichtflüchtiger Halogenkohlenwasserstoffe in Lebensmitteln. Unter besonderer Berücksichtigung von Lebensmittelkontaminationen durch Emissionen chemischer Reinigungen, Zugl.: Berlin, Techn. Univ., Diss., 1989, Max-von-Pettenkofer-Institut, Berlin 1989, ISBN 978-3-89254-068-7.